# Seznam dílů seriálu Pat a Mat
Toto je seznam dílů seriálu Pat a Mat. Volná série krátkých animovaných filmů o dvou nešikovných kutilech vzniká postupně už od 12. srpna 1976.
Celkem bylo zatím natočeno 130 dílů, což ji řadí mezi české večerníčkové seriály s největším počtem dílů. Česká televize vysílala většinu dílů v rámci pořadu Večerníček, ale některé díly si odbyly premiéru nebo se odvysílaly jen v rámci jiného dětského pořadu. Díl č. 50, který byl natočen v letech 1997 až 1998, se televizního ani DVD uvedení nikdy nedočkal. Původně byl zamýšlen jako první díl 52dílné série, která ale nikdy nebyla natočena. Typická délka jednoho dílů je přibližně 8 minut.
V televizi se seriál vysílá pokaždé v jiném pořadí, na různých DVD vydáních jsou také díly seřazeny různě. V tomto seznamu jsou díly seřazeny chronologicky podle roku vzniku. 
Seriál byl vydán několikrát na DVD. V seznamu je doplněno pořadí dílů na DVD – na nejnovějším devítidiskovém vydání s jednotným provedením přebalu.

## Přehled dílů
| Název série          | Díly | Díly č. | Roky výroby | Vyrobil                                                                                  | Seriál na DVD                    | Poznámky | Filmový sestřih                             |
| -------------------- | ---- | ------- | ----------- | ---------------------------------------------------------------------------------------- | -------------------------------- | --- | ------------------------------------------- |
| Kuťáci               | 1    | 1       | 1976        | Krátký film Praha                                                                        | Pat & Mat 1–3 Pat a Mat 1–3      | na ČT souhrnně: Pat a Mat | —                                           |
| ...A je to!          | 28   | 2–29    | 1979–1985   | Krátký film Praha pro Československou televizi Bratislava                                | Pat & Mat 1–3 Pat a Mat 1–3      | na ČT souhrnně: Pat a Mat | —                                           |
| Pat & Mat            | 6    | 30–35   | 1989–1990   | Krátký film Praha                                                                        | Pat & Mat 1–3 Pat a Mat 1–3      | na ČT souhrnně: Pat a Mat | —                                           |
| Pat & Mat            | 14   | 36–49   | 1992–1994   | AIF Studio                                                                               | Pat & Mat Speciál Pat a Mat 7–8  | na ČT souhrnně: Pat a Mat | —                                           |
| Pat & Mat            | 1    | 50      | 1997–1998   | AIF Studio                                                                               | —                                | neautorizovaná epizoda | —                                           |
| Pat a Mat se vracejí | 28   | 51–78   | 2002–2004   | Ateliéry Bonton Zlín Anima pro Ateliéry Bonton Zlín Patmat film pro Ateliéry Bonton Zlín | Pat a Mat se vracejí 4–6         | na ČT souhrnně: Pat a Mat se vrací podle úvodních titulků epizod 51–69: Pat a Mat podle úvodních titulků epizod 70–78: Pat a Mat se vracejí | —                                           |
| Pat a Mat na venkově | 13   | 79–91   | 2009–2015   | Patmat film                                                                              | Pat a Mat 9 Pat & Mat na venkově | — | Pat a Mat ve filmu (10 dílů, 2016)          |
| Pat a Mat nás baví   | 13   | 92–104  | 2018        | Patmat film, JUST Productions a Česká televize                                           | Pat & Mat nás baví               | — | Pat a Mat znovu v akci (9 dílů, 2018)       |
| Pat a Mat v zimě     | 13   | 105–117 | 2018–2019   | Patmat film, JUST Productions a Česká televize                                           | —                                | na ČT souhrnně: Pat a Mat nás baví podle úvodních titulků na televizeseznam.cz u epizod 105–111: Pat a Mat – Zimní radovánky                | Pat a Mat: Zimní radovánky (7 dílů, 2018)   |
| Pat a Mat kutí       | 13   | 118–130 | 2019–2020   | Patmat film, JUST Productions a Česká televize                                           | —                                | — | Pat a Mat: Kutilské trampoty (7 dílů, 2019) |

## Seznam dílů

### Kuťáci(1976)
Tento pilotní díl vyrobil Krátký film Praha, Studio Jiřího Trnky.
| Č. | Název  | Režie         | Námět a scénář                                | Rok výroby | Televizní premiéra | Řazení na DVD |
| --- | ------ | ------------- | --------------------------------------------- | ---------- | ------------------ | ------------- |
| 1 | Kuťáci | Lubomír Beneš | Lubomír Beneš, Vladimír Jiránek, Jiří Kubíček | 1976       | 18. května 2009    | 3-10          |
| První pilotní díl, ze kterého seriál vznikl. Kuťáci v něm připravují večeři a nevyhnou se přitom problémům s neumytým nádobím, digestoří, špatně tekoucí vodou a neposedným vajíčkem. Již v tomto dílu se objevuje jejich vrtačka, se kterou řeší problémy v mnoha dalších dílech. |        |               |                                               |            |                    |               |

### ...A je to!(1979–1985)
Tuto sérii vyrobil Krátký film Praha, Studio Jiřího Trnky pro Československou televizi Bratislava poté, co byla odmítnuta v Praze a právě bratislavské studio její výrobu podpořilo. Proto jsou také názvy dílů slovensky.
Jednotlivé díly se odehrávají nejprve v činžovním domě č.p. 13, kdy Mat bydlí v patře nad Patem. V díle Stěhování se kutilové přestěhují na chalupu, pak se děj přesune do jiného poschoďového domu č.p. 13 s rovnou střechou (kde opět bydlí Mat nad Patem) a několik dílů se odehraje u různých chalup.
| Č. | Název                           | Režie         | Námět a scénář                                | Rok výroby | Televizní premiéra | Řazení na DVD |
| --- | ------------------------------- | ------------- | --------------------------------------------- | ---------- | ------------------ | ------------- |
| 2 | Tapety                          | Lubomír Beneš | Lubomír Beneš, Vladimír Jiránek, Jiří Kubíček | 1979       | 23. listopadu 1982 | 1-01          |
| První díl ve kterém se objevuje jak klasická úvodní znělka, tak na cello hrané hudební motivy. Po zašpinění bytu nešikovně otevřenou konzervou se Pat a Mat rozhodnou vytapetovat, přičemž vyzkoušejí několik originálních způsobů, jak to rozhodně nejde. Rovněž se poprvé objevuje typický prvek – překvapivý zvrat k horšímu. |                                 |               |                                               |            |                    |               |
| 3 | Dielňa Dílna                    | Lubomír Beneš | Vladimír Jiránek                              | 1979       | 24. listopadu 1982 | 1-02          |
| Mat se probouzí v bytě úplně zaplněném knihami, je jimi přikryt, jsou v skříňce na jídlo, v dřezu, mrazáku, prostě všude. Hned ráno mu někdo přinese další knihu. Je to kniha o kutilství a Mat v ní najde náčrtek knihovny, kterou ihned začne sestavovat pokládáním nejrůznějších nesmyslných předmětů na sebe, který prokládá prkny. Když je hotov, vejde Pat s novou várkou knih (nejspíš dárek) a ihned obdivuje improvizovanou knihovnu plnou knih, která se však po zařazení přinesených knih, které přinesl, zřítí. Mat mu ukáže kutilskou knihu a dají se do díla. Postupně odbíhají kupovat hřebíky, kladivo, prkna, pily a nejrůznější nástroje. Protože nemají dost peněz, postupně odnášejí všude se válející knihy na prodej. Stloukání a sestavování probíhá naprosto chaoticky, jak je u našich hrdinů zvykem, nakonec je z toho sice knihovna, nicméně sestavená naprosto příšerně. Pat a Mat jsou ale spokojeni a obdivují své dílo. Následuje zvrat k horšímu: rozhlédnou se po pokoji a zjistí, že je všude plno nástrojů, ale že prodali všechny knihy. Jak velí jejich optimistický přístup, nashromáždí všechny nástroje a krásně je rozvěsí na knihovnu. |                                 |               |                                               |            |                    |               |
| 4 | Koberec                         | Lubomír Beneš | Jiří Kubíček                                  | 1979       | 25. listopadu 1982 | 1-03          |
| Pat utírá prach, uklízí celý byt a rozhodne se luxovat. Nedaří se mu ale donutit vysavač, aby místo vyfukování vysával, a tak si zavolá Mata na pomoc. Ten zkusí dát vysávací pytlík z druhé strany, takže je celý koberec špinavý. Rozhodnou se ho vyklepat, a proto ho musí svinout. Ale jak vytrhnout koberec zpod skříně? Vyzkouší všechny možné neúspěšné metody, až nakonec použijí kladkostroje mezi klikou a topením k vyzvednutí skříně, což jim znemožňuje opustit byt jinak než balkonem. Zde se spolu s kobercem přes kladku postupně spouští dolů. Nahození koberce na klepadlo se rovněž neobejde bez problémů, jakož i zpětná cesta přes kladku na balkon, kde jako závěrečný krok zvolí vytažení Mata dolů vrženou kovadlinou. Když je koberec položen a skříň efektně shozena na něj, nastane zvrat k horšímu: ze skříně se vykutálí plechovka, ze které vytéká barva. Tuto katastrofu se pokoušejí vyřešit, ale situaci jen zhoršují. Díl končí dalším typickým prvkem „detailního záběru“, na jehož konci vidíme závěrečné řešení. Na místo skvrny položili pneumatiku s květinkami a oba si gratulují typickým potřesením rukou. |                                 |               |                                               |            |                    |               |
| 5 | Hojdacie kreslo Houpací křeslo  | Lubomír Beneš | Vladimír Jiránek                              | 1979       | 26. listopadu 1982 | 1-04          |
| Mat po příchodu domů sleduje televizi a houpe se u toho na židli, což má za následek, že jakmile u dveří zazvoní Pat, ze židle spadne a kutálí se až ke dveřím. Oba kamarádi poté sledují společně televizi, přičemž Mat se opět houpe, až znovu ze židle spadne a uvízne hlavou ve skříni, odkud jej musí Pat vytáhnout. Opět sledují společně televizi a Mat se houpe na židli, Pat jej však před pádem zadrží a přijde s nápadem. K nohám židle přimontují poloviny loukoťového kola, výsledkem však je několik obvázaných prstů a houpací židle, na níž nelze udržet rovnováhu a ihned následuje pád. Pokus o inovaci snížením těžiště a zvětšením úhlu, který svírají polokola vůči zemi končí rovněž neslavně rozpadnutím židle. Při další úpravě již sice pád nehrozí, zato je ale nesnadné vlastní silou křeslo rozhoupat, Pat přijde s myšlenkou využití provazu a kladky, což končí katastrofálně. Nakonec Mat přijde s řešením - na houpací židli umístí televizor. |                                 |               |                                               |            |                    |               |
| 6 | Obraz                           | Lubomír Beneš | Vladimír Goldman                              | 1979       | 27. listopadu 1982 | 1-05          |
| Pat s Matem se snaží marně do bytu dostat veliký obraz. Z obrazu tedy vystřihnou plátno, rám rozřežou a do bytu přinesou po více kusech, kde jej opět na zemi provizorně sestaví. Pokus připevnit jednotlivé kusy rámu na zeď pomocí hřebíků končí nezdarem, rozhodnou se tedy rám na zeď přilepit. Sestavený výsledný rám však tvarem ani zdaleka nepřipomíná původní obdélník, nezbývá, než útvar ze zdi dlátem odstranit a zkusit sestavit rám znovu. Druhý pokus je rovněž neúspěšný a rám je nutno znovu ze zdi odstranit. Namísto obrazu tak lze na zdi vidět jen poškozené tapety, což kamarádi alespoň zčásti vyřeší přemístěným nábytku. Další pokus následuje na protější stěně, tentokrát s využitím sofistikovaných výpočtů a nákresů na stěně. Porovnáním výkresu a na zemi připraveného rámu, jsou však poněkud v rozpacích. Nakonec tedy rám slepí na koberci a i s kobercem jej vyříznou a přilepí na zeď. Úspěch je korunován vlepením plátna obrazu, na němž jsou vyobrazeni Pat s Matem v přírodě. Epizoda však končí pádem obrazu ze i s kusem tapety a omítkou. |                                 |               |                                               |            |                    |               |
| 7 | Garáž                           | Lubomír Beneš | Lubomír Beneš                                 | 1979       | 28. listopadu 1982 | 1-06          |
| Za mohutného hluku a kouře vjedou Pat s Matem s autem na dvůr s úmyslem zaparkovat ho do plechové garáže. Ta je však na dvoře postavena bokem k vjezdu, a to tak, že se do ní nedaří autem dostat. Pokusy o manipulaci s autem končí nárazy do překážek a postupným odpadáváním různých částí auta - většina odehrávajících se nehod je pro diváka zachycena jen zvukově se záběry na detaily řídícího Pata nebo navádějícího Mata a záběry na záhon, kam postupně přinášejí jednotlivé díly auta. Další pokus o zaparkování je realizován nakreslením optimální trasy pro cestu do garáže, jež však ve výsledku působí jako změť čar a k vysněnému cíli nakonec nevede. Zaparkují tedy auto vedle garáže, sundají z něj kola, která přimontují ke garáži, a přemístí garáž nad auto. Tentokrát však narazí na to, že dveře do garáže jsou na opačné straně a do garáže není kudy vstoupit. Vyříznou tedy v plechu otvor, s autem vyjedou a z vyříznutého plechu sestaví dveře. Pokud se jim podařilo s autem vyjet ven, dostat jej dovnitř již tak snadné není. Zaparkují auto, respektive to, co z něj zbylo, vedle garáže a přikryjí jej igelitem. Do garáže umístí díly, které z auta odpadaly. Garáž zamknou a vítězně si potřesou rukama. |                                 |               |                                               |            |                    |               |
| 8 | Svetlo Světlo                   | Lubomír Beneš | Vladimír Goldman                              | 1979       | 29. listopadu 1982 | 1-10          |
| Pat s Matem hodlají hrát na stole v pokoji šachy. Všechny figurky ale mají bílou barvu. Mat odběhne do kuchyně, kde nasype do hrnce s vodou tmavé barvivo, Pat přinese šachy, figurky rozdělí na polovinu a vhodí je do hrnce. Po obarvení figurek se mohou pustit do hry. Jak se ale ukáže, při rozdělení na bílé a černé, zůstanou Matovi jen samí pěšci, zatímco Patovi ostatní figury. To však nezabrání kamarádům v rozehrání šachové partie. Hru však krátce po zahájení přerušení zhasnuvší žárovka. Mat přinese z kuchyně svíčku a rozhodnou se žárovku vyměnit tak, že jeden vysadí druhého. První pokus končí popálením se Mata o rozžhavenou žárovku. Druhý pokus, při němž je nahoře Pat, končí pádem, při třetím pokusu otáčí Mat namísto se žárovkou s celou lampou, což končí opět neslavně včetně zhasnutí svíčky. Při pokusu o opětovné zapálení spotřebuje Mat většinu zápalek, jednou ze zbylých dvou Pat rozsvítí svíčku a výměna žárovky může pokračovat, tentokrát úspěšným vymontováním poškozené žárovky, byť opět s pádem a rozsednutím svíčky. Podaří se ji však znovu zapálit a akce může pokračovat namontováním nové žárovky. Jak se však ukáže, nová žárovka je příliš velká a do zdířky nepasuje. Pat s pomocí Mata vymontuje žárovku z lampy v kuchyni, avšak spadne s ní a rozbije jí. Nezbývá, než nainstalovat onu velkou žárovku, a to pomocí různých drátů. Po stisknutí vypínače však následuje výbuch. Pat a Mat nakonec hrají šachovou partii na dvoře pod venkovní lampou. |                                 |               |                                               |            |                    |               |
| 9 | Gramofón Gramofon               | Lubomír Beneš | Vendulka Čvančarová, Lubomír Beneš            | 1981       | 30. listopadu 1982 | 2-10          |
| Pat na stole připraví nový moderní gramofon a pozve Mata na poslech. Po zapnutí však jezdec s jehlou namísto jízdy po desce pouze shodí ze stolu vázu s květinou a desky se ani nedotkne. Nakonec se kamarádům podaří nastavit jehlu správně, hudba však hraje velice potichu. Při pokusu o zjištění příčiny Pat shodí nešťastnou náhodou gramofon ze stolu tak, že se celý rozbije a zároveň se ohne deska. Přinese tedy na stůl starý gramofon a následně se s Matem snaží narovnat desku. Nejdřív tím, že na ní skočí, poté žehlením, přejetím kuchyňským válečkem a nakonec úspěšně osmahnutím na pánvi. Následně zjistí, že pro starý gramofon je deska příliš veliká. Rozhodnou se tedy za pomoci nůžek, kleští a nakonec i mixéru nejen dotčenou desku, ale i ostatní desky ve sbírce zmenšit, s výsledkem ale nejsou spokojeni. Namísto toho zjistí, že už nemají žádné další desky. Pat tedy odběhne a vrátí se s náručí desek, zakopne však a desky rozbije. Společnými silami se snaží kousky k sobě slepit, což se příliš nedaří. Nakonec tedy polepí přehrávací desku gramofonu lepidlem a kousky gramofonových desek na ni nalepí. Natáhnou gramofon a poslouchají prapodivnou muziku složenou z několika skladeb, neboť výsledná deska je slepena z více desek, jak jim přišly pod ruku. Po chvíli se gramofon zastaví a pokus jej opět natáhnout skončí tím, že poslechovou rourou vyletí několik součástek. Pokusy roztočit desku za pomoci vrtačky a jízdního kola končí katastrofálně. Nakonec si Pat s Matem sestrojí z doma nalezených věcí vlastní hrací stroj vyluzující různé nepříliš melodické zvuky, avšak k jejich spokojenosti dostačující. |                                 |               |                                               |            |                    |               |
| 10 | Grill Gril                      | Lubomír Beneš | Lubomír Beneš, Vendulka Čvančarová            | 1981       | 1. prosince 1982   | 1-07          |
| Mat si doma neví rady se zmraženým kuřetem, jež se mu nedaří uchopit, neboť mu v kluzkém obalu neustále prokluzuje mezi rukama. Pozve si na pomoc Pata, ale ani spolu nejsou úspěšní a kuře nakonec vyletí oknem ven. Mat otevře lednici napěchovanou dalšími mraženými kuřaty a vytáhne další, pokus opět končí kuřetem letícím z okna. Třetí pokus je již za pomoci kleští a otvíráku na konzervy co do odstranění obalu úspěšný, tentokrát se však nedaří na kuře napíchnout grilovací jehlu. Pokus končí rozpadnutím se zmrzlého masa na kusy. Zde pomůže svěrák a vrtačka. Ukáže se však, že kuře bylo na jehlu umístěno nevhodným směrem a do grilovací trouby se napříč nevejde, Matův poněkud velkoryse pojatý nápad na ořezání pilou se nesetkal s Patovým pochopením. Další kuře se již podaří umístit do trouby správně, ale při snaze zapojit přívodní kabel do zásuvky trouba spadne a rozbije se. Ani další vynález složený ze soustruhu a svíček nebo svářecí lampy se příliš neosvědčuje. Na pomoc přijdou chytré knihy, v nichž přátelé naleznou návod na postavení domácího zděného grilu. Nakreslí si plán a přinesou do bytu materiál, následně můžeme sledovat jejich poněkud originální zednickou činnost, na jejímž konci má být vysněný gril. Aniž bychom viděli celý výsledek jejich práce, přesunou se Pat s Matem k lednici, kde zjistí, že už nemají žádné kuře k pečení. Naštěstí vše zachrání Mat, který vytáhne z kapsy dva buřty. Teprve nyní vidíme v obýváku buřty grilující se v kamnech, které sice zdaleka nevypadají jako v plánu, ale svou funkci plní. Tedy do té chvíle, než se celý pokoj zaplní kouřem. |                                 |               |                                               |            |                    |               |
| 11 | Sťahovanie Stěhování            | Lubomír Beneš | Lubomír Beneš                                 | 1982       | 2. prosince 1982   | 1-09          |
| Pat s Matem vynášejí před dům nábytek, který se poté snaží naskládat na sebe do auta, což několikrát končí zřícením hromady či rozbitím některé z věcí. Nakonec se podaří nábytek do auta naskládat tak, že mohou odjet. Protože před čelním sklem mají umístěnu skříň, musí jet vykloněni ze dveří a každý vidí jen část cesty, což na křižovatce vede k tomu, že každý chce jet na druhou stranu a narazí do značky a vyklopí náklad. Po jeho naložení zůstane Pat stát na levém zadním blatníku se zrcadlem v ruce, v němž může řídící Mat sledovat cestu aniž by se musel vyklánět. Pat však cestou spadne, což má za následek rozbití zrcadla a další nehodu auta. Mat vyřízne ve stěně skříně umístěné před čelním sklem otvor tak, aby bylo vidět během jízdy ven. Když však dojde vlivem větru k zavření dvířek od skříně následuje opět nehoda. Mat s pomocí rezervních kol a uříznutého středního kusu telegrafního sloupu vytvoří nápravu, na níž umístí jednu ze skříní a získá tak přívěsný vozík, na nějž naloží náklad. Chybějící část telegrafního sloupu vyplní knihami. Následně úspěšně dojedou k cíli cesty k polorozpadlé chalupě, s níž se poté setkáme v několika dalších dílech. Při snaze projet vzhledem k šířce nákladu příliš úzkými vraty je rozboří a zároveň rozbijí auto i převážený nábytek. |                                 |               |                                               |            |                    |               |
| 12 | Voda                            | Lubomír Beneš | Lubomír Beneš                                 | 1982       | 3. prosince 1982   | 1-11          |
| Mat přijíždí autem k chalupě z minulého dílu, v níž přebývá Pat. Protože Pat ještě spí, zastaví Mat před vraty a snaží se Pata vzbudit zvoněním na poblíž odložený zvonec a klaksonem auta. Nakonec jej vzbudí tím, že zvonec vhodí do domu. Pat jde Matovi odemknout bránu, zohýbá však v zámku klíč. To naštěstí nevadí, protože vedle vrat není žádný plot a proto není problém vrata bez problémů objet. Poté se oba vydají vyrábět z přivezených dřevěných latí plot, který sice nepůsobí esteticky nijak význačně, ale svému účelu oplotit zahrádku se zeleninou poslouží. Následně chtějí čerstvě zasazenou zeleninu zalít, z pumpy však místo vody načerpají pouze písek. Protože žebřík je příliš krátký na to, aby mohli vlézt do studny, uřízne Mat jednu stranu plotu z něhož vytvoří prodloužení žebříku. Pat následně vleze do studny s kbelíkem, který po naplnění Mat vytáhne nahoru. Aby se práce zjednodušila, sestrojí Mat kladkostroj, kdy na jednom konci provazu je připevněn kbelík a druhý se navíjí na buben nasazený na nápravu auta. Systém funguje jen do té doby, než auto spadne z podpěry a vyrazí vpřed, čímž prudce vytáhne Mata ze studny tak, že mu kbelík vylétne z ruky a dopadne do blízkého rybníka. To Pata s Matem inspiruje k tomu, aby nařízli hráz rybníka a napustili si do konve vodu. Hráz se však protrhne a voda z rybníka zaplaví celou zahradu i dům, z kterého kouká jen střecha a na ní sedící Pat s Matem. |                                 |               |                                               |            |                    |               |
| 13 | Záhradka Zahrádka               | Lubomír Beneš | Vladimír Jiránek, Vendulka Čvančarová         | 1982       | 6. října 1986      | 1-12          |
| Pat ráno vyjde z chalupy a oprašuje zemědělské náčiní na zahradě. Před vraty zastaví auto s Matem a veze ohromnou bednu. Ta však zatím zůstává netknuta a Pat s Matem se zatím věnují výzdobě zahrádky. Pat zasazuje do země podkovy, zatímco Mat se snaží zasazovat prázdné láhve- s kladivem mu to moc nejde, neboť láhev se vždy rozbije, pomůže až vrtačka, s níž navrtá do země otvory a lahve do nich zasadí. Mat chce jít pro bednu, Pat jej však potřebuje, aby mu pomohl z hromady kamenů připravit skalku. Teprve poté se Mat rozhodne přivézt na zahrádku bednu. Na šířku však s bednou neprojede vraty (kolem nichž, stejně jako v předchozím díle není žádný plot). Heverem auto nakloní a bedna z něj spadne na zem. Otočí ji, naloží ji na kočárek a chtěji projet vraty. Nicméně dveře vrat nedrží v otevřené poloze a pokud oba kamarádi drží křídla dveří, nemá již kdo dotlačit kočárek s bednou dovnitř. Sestaví tedy rampu na jejíž vrchol kočárek postaví, zajistí jej klínem a jdou držet dveře. Provázkem uvolní klín a kočárek s bednou vjede do zahrady, kde nabourá pumpu. Následně se pustí do otevření bedny, v níž se nachází vzhledem k celkovým rozměrům bedny docela malý sádrový trpaslík. Pat postaví trpaslíka na skalku, odkud však spadne a rozbije se na kousky. S pomocí zbytků z trpaslíka a sádry si vytvoří nového trpaslíka, který svou nadživotní velikostí mnohonásobně převyšuje trpaslíka původního. Scéna končí tím, že při vítězném gestu podrazí nosnou část konstrukce použité ke stavbě trpaslíka a vylijí tak na sebe kbelík sádry. |                                 |               |                                               |            |                    |               |
| 14 | Maľovanie Malování              | Lubomír Beneš | Vendulka Čvančarová, Lubomír Beneš            | 1982       | 5. února 1989      | 2-01          |
| Mat v kuchyni strčí do trouby kuře a zatímco čeká v pokoji v houpacím křesle, až se upeče, všimne si na stropě pavučiny. Snaží se ji smést smetákem, ale při tom strop od špinavého smetáku znečistí. Snaha natřít strop vlastními silami končí pouze znečištěnou podlahou. Z novin si rozhodne vyrobit malířskou čepici, což se mu podaří až na několikátý pokus (předtím mu z novin vyjdou jiné výtvory, například parníček). Vybaven čepicí padající mu do očí a houpacím křeslem, z nějž se pokouší dosáhnout ke stropu, skončí s nohou v kbelíku s barvou. Následně si boucháním židlí do podlahy přivolá na pomoc souseda Mata, jenž nejprve vyrobí čepice na míru a poté pomůže Patovi s malováním. Použití houpacího křesla selže, lépe je na tom skákání po gauči, díky čemuž se podaří částečně natřít na strop několik šmouh, ale pokus končí rozbitím gauče. Mat poté přijde z chodby se štaflemi. Při neohrabaném pohybu s nimi po místnosti shodí na zem snad vše, co lze shodit. Odnesou tedy veškeré vybavení do kuchyně a v prázdné místnosti postaví štafle. Ty jsou však příliš vysoké na to, aby na nich bylo možné pohodlně stát a natírat strop, proto je Mat v polovině uřízne, aniž by dbal, že na nich Pat stojí. Pat při pádu potřísní barvou i zeď. Z původních jedněch štaflí sestaví Mat dvoje a oba kamarádi se pustí do malování celého bytu. Výsledkem však jsou spíše šmouhy. Použijí proto tlakovou nádobu na malování a i přes nepříliš odbornou manipulaci jsou výsledkem k jejich spokojenosti bíle vymalované stěny, které následně pomalují několika motivy. Je čas vytáhnout z trouby kuře, které zde však bylo příliš dlouho a proto se z trouby vyvalí oblak dýmu a saze pokryjí celý byt včetně čerstvě natřených stěn.                                   |                                 |               |                                               |            |                    |               |
| 15 | Skokani                         | Lubomír Beneš | Jiří Kubíček                                  | 1982       | 4. prosince 1982   | 1-08          |
| Pat s Matem odpočívají před chalupou na sedačkách. Pat se snaží Matovi ukazovat letícího motýla a ptáka, ten však je zaujat četbou knihy. Pat odběhne do chalupy, kde cosi kutí. Když se Mat rozhodne odložit knihu a zdřímnout si, vyjde ze dveří chalupy Pat s vlastnoručně sestrojeným létacím padákem, s nímž se marně pokouší vzlétnout ze země. Věci se ujímá Mat, který vyleze na zídku, let se však opět nekoná. S pomocí věcí přinesených z domu sestrojí rampu a z podlahových prken lyže, na nichž má letec rampu sjet, nabrat tak rychlost a poté vzlétnout. Pomocí důmyslného zvedacího mechanismu je Pat s lyžemi vyzvednut na vrchol rampy a Mat mu podá padák. Namísto sjezdu po rampě zůstane Pat na nakloněné rovině stát. Mat zjistí, že ze spodní strany lyží čouhají hřebíky a kleštěmi je odlomí. Následně se již sjezd z rampy podaří, o letu se však příliš hovořit nedá. Mat následně přijde s nápadem použít dlouhý provaz, jehož konec si Pat přiváže kolem pasu, odejde do dáli a stoupne si na kočárek. Provaz se poté navíjí na buben umístěný na nápravě auta a Pat tak získá rychlost potřebnou k vzletu. Let se tentokrát podaří, ovšem jen do doby, kdy se provaz na buben celý navine. Letecký pád naštěstí zůstane bez následků. |                                 |               |                                               |            |                    |               |
| 16 | Krížovka Křížovka               | Lubomír Beneš | Lubomír Beneš, Vendulka Čvančarová            | 1982       | 28. května 2003    | 2-02          |
| Mat sedí v křesle a luští křížovku. Náhle zazvoní budík. Mat zanechá luštění a jed se připravit na žehlení prádla. Protože však je žehlička studená, položí ji na prkno a jde zatím pokračovat v luštění křížovek. Žehlička se zatím propálí skrz stůl, spadne na zem a propálí se skrz podlahu do bytu k Patovi rovněž luštícímu křížovku. Po ulomení přívodní šňůry mu dopadne mu na stůl, kde mu propálí mapu, jíž Pat používá při luštění křížovky, a poté co se jí při snaze vzít si mapu, dotkne,vyhodí ji oknem ven. Následně jde propálenou mapu ukázat o patro výš Matovi. Po vysvětlení situace i osudu žehličky, Mat přemýšlí jak vyžehlit prádlo. Kuchyňský váleček moc efektivity neprokáže, takže oba přátelé přinesou několik prken a s pomocí dvou válečků vytvoří jakýsi mandl poháněný ručním otáčením válečku. Protože však oba chtějí během práce luštit křížovku, sestaví mechanismus na parní pohon, který sám otáčí válečkem i vkládá mezi válečky prádlo. Poté co je všechno prádlo vymandlováno strčí mechanismus mezi válečky opěradlo židle, čímž jej zablokuje a následuje výbuch. Ten roztrhá hlavním postavám jejich křížovky na půl. Při pohledu na rozpůlené křížovky vyplyne, že zatímco Pat má vyluštěnu jednu část křížovky, Mat druhou, dají-li je dohromady, získají vyluštěnou tajenku, jejíž znění je "Albert Einstein." |                                 |               |                                               |            |                    |               |
| 17 | Búdka Budka                     | Lubomír Beneš | Vladimír Jiránek                              | 1983       | 22. května 2003    | 2-06          |
| Pat a Mat vyjdou z chalupy a pozorují létající ptáky. To je přivede na myšlenku postavit ptačí budku. Pustí se do díla a i přes drobné překážky (kdy při řezání dřeva motorovou pilou Pat rozřeže i stůl), se dílo podaří a Mat hrdě pověsí budku na strom. Pak čekají na její první ptačí návštěvníky. Teprve nyní si všimnou, že v budce není žádný otvor. Rozhodnou se to napravit pomocí vrtačky připevněné ke kružítku a následně pomocí mixéru. Na závěr do budky zapíchnout bidýlko vyrobené z hrábí. Opět čekají na ptačí návštěvu, ale marně. Připevní proto pod budku ke stromu jakýsi stolek, na nějž dají hrnek mléka a rozdrobený rohlík. Žádného ptactva se však nedočkají ani tentokrát. Proto se pustí do akce, na jejímž konci vidíme, že na bidýlku je zavěšený magnetofonový přehrávač, z nějž zní ptačí nahraný zpěv a stůl pod budkou využívají Pat s Matem jako vyvýšenou jídelnu v přírodě. Díl je specifický tím, že zde postavičky jindy zcela mlčící vyloudí zvuky - Pat hvízdne a Mat jej okřikne "Psst". |                                 |               |                                               |            |                    |               |
| 18 | Veľké pranie Velké prádlo       | Lubomír Beneš | Lubomír Beneš, Vendulka Čvančarová            | 1983       | 6. února 1989      | 2-05          |
| V prádelně se Mat pokouší uvést do provozu pračku, což se mu příliš nedaří. Vezme si tedy na kabelu připevněnou žárovku a vleze si polovinou těla do pračky, načež se pračka i s Matem spustí. Pat ve svém bytě slyší divné zvuky a jde se podívat do prádelny, kde nalezne Mata s pracím bubnem na hlavě a vedle rozbitou pračku. Pat přinese jako náhradní řešení mixér do nějž nalije vodu a nasype prášek, pokus o vyprání ubrusu v mixéru však skončí dírou v ubruse. Jako neefektivní se ukáže i snaha vyčistit prádlo koštětem. Ke slovu přijde valcha a necky, bohužel děravé a tedy nepoužitelné. Pat odkudsi přitlačí starou vanu, do níž nalejí vodu, nasypou prášek, vloží prádlo a k praní se využije vrtule nasazená na vrtačku. Mezitím Mat zatluče hřebík do dveří a přes místnost natáhne šňůru na pověšení prádla. Zatímco Mat chystá žehlicí prkno, Pat rozvěšuje na šňůru oblečení, následně se ale ukáže, že z něj po pobytu v improvizované pračce zbylo jen několik roztrhaných cárů. Podaří se jim však sestrojit tkalcovský stroj a cáry látky sešít o jednoho pestrobarevného kusu. |                                 |               |                                               |            |                    |               |
| 19 | Telocvičňa Tělocvična           | Lubomír Beneš | Vendulka Čvančarová, Lubomír Beneš            | 1983       | 7. února 1989      | 2-08          |
| Pat a Mat sledují televizi, kde zrovna vysílají zápas ve vzpírání. Náhle televize přestane fungovat. Pokus o opravu se nezdaří, Mat tedy vytáhne z útrob gauče kromě pracovních nástrojů (vrtačka, motorová pila) i posilovací pružiny. Posilování standardní formou je příliš nenadchne, rozhodnou se proto připevnit jeden konec pružiny k ústřednímu topení a společnými silami pružinu co nejvíc natáhnout. Výsledkem však je, že vytrhnou topení ze zdi a rozbijí skleněnou výplň knihovny. V knihovně naleznou knížku o cvičení, jež je inspiruje a po rozcvičení využijí vybavení domácnosti k vyžití v několika sportovních disciplínách - vzpírání, golfu, šermu, tenise, skoku o tyči a skoku do výšky. Při poslední disciplíně se jim podaří shodit ze stolku televizor, který po pádu začne opět fungovat a oba hrdinové tak mohou pokračovat ve sledování sportu v televizi. |                                 |               |                                               |            |                    |               |
| 20 | Raňajky v tráve Snídaně v trávě | Lubomír Beneš | Vendulka Čvančarová, Lubomír Beneš            | 1983       | 24. května 2003    | 2-03          |
| Pat s Matem jedou autem, když si všimnou vhodného místa k pikniku. Zastaví u něj a na deku rozprostřou snídani (přesněji docela vydatnou hostinu). Matova snaha rozdělat rozkládací židli skončí pádem do mísy s polévkou, z níž posléze nemůže vyndat hlavu. Vysvobodí jej až Pat, který mísu rozbije, avšak Mat od té rány upadne do mdlob. Aby jej probral, zarazí Pat do pramínku vytékajícího ze skály kohoutek, načerpá vodu do kbelíku a vylije ji na Mata. Mat se probere a obdivuje kohoutek ve skále. Rozhodne se využít vodu k umytí auta. Voda se saponátem od auta stéká směrem k dece, na níž je připraven piknik, Pat však stihne vše přenést na bezpečné místo. Na místě, kde původně měli rozložené jídlo zůstala nahromaděná pěna, Mat proto z auta vytáhne koberec a rozloží jej přes dotčené místo. Skalní stěnu pak nastříkají na bílo, pověsí na ní obraz a přinesou si stůl, lampu a televizi. Pak se usadí ke stolu a sledují v televizi fotbalové utkání. |                                 |               |                                               |            |                    |               |
| 21 | Práčka Pračka                   | Lubomír Beneš | Lubomír Beneš, Vendulka Čvančarová            | 1983       | 25. května 2003    | 2-04          |
| Pat s Matem se snaží dostat do schodů velkou těžkou bednu, ta jim však vždy během odpočinku sjede po schodech zpět dolů. Použijí tedy dvě dlouhá prkna jako rampu a chtějí bednu nahoru vyvézt naloženou na kočárku. Nemají na to ale dost síly a vždy, když si chce Mat odpočinout, bedna sjede dolů. Vypomůžou si proto rozeběhem. Kočárek nahoru do prvního mezaninu snadno vytlačí, ale tam narazí do zdi a bedna se opět skutálí dolů. Nakonec se jim podaří bednu nahoru vytáhnout tak, že k ní přibijí lyže, spojí ji provazem s kočárkem, který vynesou nahoru nad schodiště, z provazu a zábradlí si udělají kladku, naskočí na kočárek a bednu vytáhnou jako protizávaží. Jak poté uvidíme, v bedně se nachází automatická pračka, kterou po přesunu do bytu zapojí, dají do ní prádlo a spustí. Jdou se pak věnovat dopisu, na němž obdivují zejména známku, což je inspiruje k nápadu začít sbírat známky. Mat přitáhne album, ale pokus sundat známku z dopisu končí jejím poškozením. Sice mají ve sbírce spoustu dalších dopisů se známkami, ale při jejich odstraňování si počínají stejně nešikovně. V činnosti je přeruší zvuk šplouchání vody. Zjistí, že mají v bytě nad kotníky vody, neboť přívodní hadice od pračky netěsní. Utěsní ji a jdou se opět věnovat pokusům sejmout z dopisů známky. Po chvíli zjistí, že voda v bytě nadále stoupá. Jak záhy při kontrole uvidí, přívodní hadici pračky úplně zapomněli zapojit. Při té příležitosti si všimnou, že z dopisu zapomenutého v kapse kalhot v pračce se během praní odlepila známka. Nahází proto do pračky zbytek dopisů a radují se z úspěšné metody získávání známek, zatímco přívodní hadice chrlí do místnosti další litry vody a za zády vášnivých sběratelů lze pozorovat ve stoupající vodě plovoucí nábytek. |                                 |               |                                               |            |                    |               |
| 22 | Dážď Déšť                       | Lubomír Beneš | Vendulka Čvančarová, Lubomír Beneš            | 1983       | 26. května 2003    | 2-11          |
| Pat s Matem odpočívají před chalupou na lehátkách. Zvuk budíku signalizuje, že je čas na přípravu oběda. Snahu připravit oběd na otevřeném ohni na zahradě ale přeruší déšť. Odnesou tedy jídlo dovnitř s tím, že si jej připraví na kamnech. Matovi však zapálenou sirku zhasí voda kapající skrz děravou střechu. Nastaví pod děravé místo kus okapu a vodu chytají do konve. Voda začíná do místnosti téct i dalšími dírami ve střeše, postupně pod každý přistaví nějakou nádobu. Když zakrátko přestane pršet, rozhodnou se nechat oběd obědem a věnovat se opravě střechy. Ta je v dosti nestabilním stavu a houpe se s Patem, který na ní vylezl, ze strany na stranu, až z ní nakonec spadne. Jak posléze zjistí, vachrlatá je celá chalupa. Pomocí provazů jí proto ukotví k zemi a následně může Pat vylézt bezpečně na střechu a zakrýt otvory ve střeše. Protože nemají k dispozici střešní krytinu, použijí k tomuto účelu různé vybavení mající při ruce, např. žehlicí prkno, víko od bedny, deštník, škopek, koš na prádlo, vanu, dveře od vrat, atd. Protože se Mat poté nemůže přes kotvící provazy dostat do chalupy, přeřízne je, čímž ale způsobí, že pod tíhou věcí na střeše se chalupa až na komín zřítí. A jako s uděláním začíná opět pršet. |                                 |               |                                               |            |                    |               |
| 23 | Výlet                           | Lubomír Beneš | Lubomír Beneš, Vendulka Čvančarová            | 1984       | 7. června 2006     | 2-12          |
| Pat a Mat, obtěžkáni batohy, spacáky a dalšími věcmi, hodlají autem vyrazit na výlet. Poté co veškeré vybavení naloží do auta, zjistí, že auto nelze nastartovat. Vyndají tedy všechny věci zase pryč, aby mohli nalít do nádrže benzín, pak je naloží zpět, ale auto se opět nechytá. Věci putují opět ven, aby mohl Mat vytáhnout brašnu s nářadím a pustit se do opravy. Po Matově zásahu se auto podaří nastartovat, ale protože z pozapomenuté uvolněné palivové hadičky teče benzín, dojde k výbuchu a auto je na kusy. Vrátí se s batohy domů, a když nemohou oni do přírody, zařídí si, aby příroda přišla za nimi. Přímo v bytě si vytvoří kousek lesa s využitím věcí, které mají při ruce - např. umělého stromu, lavoru s vodou jako jezera, kbelíku obarveného na hnědo jako pařezu, poutek z věšáků jako květin nebo tapet s obrazem přírody. Nakonec si na zatemnělé okno nakreslí měsíc a hvězdy, postaví stan, s pomocí červené žárovky vytvoří iluzi táborového ohně, nad nímž si s pomocí topné spirály ohřejí buřty, a pobyt v přírodě může začít. |                                 |               |                                               |            |                    |               |
| 24 | Vinári Vinaři                   | Lubomír Beneš | Lubomír Beneš, Vendulka Čvančarová            | 1984       | 6. června 2003     | 2-09          |
| Pat s Matem přijedou s autem k dřevěné ohradě, v níž se skrývá vinice. Zatímco Pat s nůžkami sklízí úrodu hroznů, Mat kutí cosi na autě. Výsledkem jsou nůžky poháněné a ovládané z auta, které umožní rychlejší sklizení. Posléze vytvoří zcela automatizovaný stroj, který sám vytrhne vinný kmen, získá z něj hrozny a z nich vylisuje šťávu kterou zachycuje vana a Pat s Matem z ní naplňují sklenice. Když jsou všechny sklenice plné a vana přetéká, je čas na další vylepšení, zařízení nyní vyrábí destilát. Přátelé si jím radostně připijí a jak sami hned poznají, jedná se o opravdu silný nápoj. |                                 |               |                                               |            |                    |               |
| 25 | Korčule Brusle                  | Lubomír Beneš | Lubomír Beneš, Vendulka Čvančarová            | 1984       | 5. října 1986      | 2-07          |
| Pat s pomocí míchačky na cement pere prádlo, od čehož jej opakovaně vyrušuje Mat, který se probírá haraburdím z půdy a rozhoduje, které vyhodí a které si ponechá. Během akce si všimne jakéhosi železného předmětu, o němž netuší, k čemu slouží, a tak jej vyhodí. Když později objeví i druhý stejný předmět, uvědomí si, že se jedná o brusle, a hned se vydá nalézt první vyhozenou brusli. Připevní si je k botám a nadšeně se s nimi pokouší bruslit po zahradě. Pat mezitím použije chladicí jednotku z lednice a vytvoří led na jezírku vody, které se vytvořilo na záhonu, když přetekl kbelík napouštěný vodou. Poté si sežene své brusle a spolu s Matem bruslí na ledové ploše. Zatímco Pat bruslí velmi dobře, Matovi to moc nejde a scéna končí, že po Matově pádu se led prolomí, voda vyteče a oba výtečníci skončí v záhonu s mrkví v ruce. |                                 |               |                                               |            |                    |               |
| 26 | Klavír                          | Lubomír Beneš | Lubomír Beneš, Vendulka Čvančarová            | 1984       | 7. října 1986      | 3-04          |
| Pat s Matem jedou autem a na provaze mají připevněný klavír, který takto stěhují po vlastní ose. V domě pak zjistí, že klavír se nevejde do výtahu. Sestrojí tedy kladkostroj poháněný nápravou auta. Klavír se podaří vytáhnou do výšky okna, ale jak jej dostat oknem dovnitř, když mezera mezi oknem a klavírem je příliš velká? Vzdálenost překonají pomocí dřevěné visuté plošiny, kterou postaví z okna, ale zjistí, že klavír neprojde oknem. Když mu odstraní nohy, již by se do okna vešel, ale stojí mu v cestě konstrukce plošiny. Při pokusu dostat klavír dovnitř ji poškodí a konečným důsledkem je, že klavír se z plošiny zřítí k zemi a rozbije se. Nahoru nakonec vytáhnou jen vnitřek klavíru, na který pak za pomoci vařeček hrají. |                                 |               |                                               |            |                    |               |
| 27 | Hrnčiari Hrnčíři                | Lubomír Beneš | Lubomír Beneš, Vendulka Čvančarová            | 1985       | 9. října 1986      | 3-02          |
| Pat s Matem se v chalupě probírají skříněmi a naleznou zde hromadu špinavého nádobí. Rozhodnou se jej umýt. Vloží jej do vany, kterou napustí vodou z pumpy poháněné parním strojem, a vlastní čištěním provedou kartáčem poháněným vrtačkou. Nádobí je čistě umyté, avšak při pokusu vjet s vanou naloženou příčně na vozík do chalupy se vana převrátí a nádobí se rozbije. Pat neztratí hlavu a rozhodne se vyrobit si vlastní nové nádobí z hlíny. Mat se k němu přidá, ale žádný ze pokusů vytvořit z hlíny nějaký užitečný předmět se nesetkává s úspěchem. Pat přinese knihu, v níž je popisována výroba keramiky na hrnčířské točně. První točna vytvořená z mixéru vzhledem k rychlosti otáčení příliš úspěchu nepřinesla, druhá vytvořená z loukoťového kola a poháněná parním strojem, na tom není o moc lépe. Jako nejvhodnější zdroj otáčení nakonec Pat objeví magnetofonový přehrávač. |                                 |               |                                               |            |                    |               |
| 28 | Porucha                         | Lubomír Beneš | Vendulka Čvančarová, Lubomír Beneš            | 1985       | 8. února 1989      | 3-03          |
| Pat sleduje v televizi fotbalové utkání. Náhle přestane jít obraz a zvuk začne šumět. Koštětem vyklepe na podlahu signál SOS, aby přivolal na pomoc souseda Mata. Ten dorazí, chvíli televizor pozoruje a pak k překvapení Pata jen tak odejde. Za chvíli se objeví na střeše, kde se pokouší manipulovat s anténou, až ji nakonec ulomí. Namísto části antény použije hrábě a televize začne vysílat. Po chvíli ale zase obraz zmizí. Mat se vydá opět na střechu a postupně připevňuje k anténě různé předměty (kuchyňský šlehač, kominickou štětku, kostru deštníku), až signál naběhne. Bohužel opět jen na chvíli. Pat s Matem se snaží poruchu odstranit tím, že do televizoru praští, nakonec jej ale Pat svou ránou vyřadí z provozu zcela. Následně Mat mimo záběr cosi s televizorem kutí, až se zanedlouho ozve hlas komentátora svědčící o zdárném úspěchu opravy. Jak ale následně uvidíme, hlas komentátora pochází z rozhlasového přijímače a v televizoru Mat vytvořil malé hřiště, na němž hraje loutkové divadlo s fotbalisty vodníkem a princeznou. Díl je specifický tím, že zde po podstatnou část scény můžeme slyšet lidský hlas - komentátora fotbalového utkání. |                                 |               |                                               |            |                    |               |
| 29 | Jablko                          | Lubomír Beneš | Vendulka Čvančarová, Lubomír Beneš            | 1985       | 12. února 1989     | 3-01          |
| Pat s Matem stojí na zahradě uprostřed beden plných sklizených jablek. Na stromě zůstalo poslední jablko, které se nedaří sundat. Žebřík k němu nedosáhne a Patův pokus vylézt až na vrchol žebříku a doskočit k jablku skončil zničením žebříku. Následuje druhý pokus dostat se k jablku ze střechy pomocí prkna použitého jako visuté plošiny, ale i v tomto případě je jablko příliš vysoko. Při pokusu sestřelit jablko šípy se do jablka netrefí, zato šíp přistane v blízkém úle, což naštve v něm bydlící včely a Pat s Matem se musí schovat v chalupě. V dalším pokusu využijí žehlicí prkno jako katapult a již sčesaná jablka jako střelivo, ale opět míří vedle. Pomocí skoku o tyči Pat jablko rovněž nezíská, pouze zůstane viset na vysoké větvi poblíž jablka. Mat pod něj přistaví postel, aby dopadl do měkkého. Tím se zrodí myšlenka využít postele jako trampolíny, což nakonec vede k úspěchu a Mat drží jablko v ruce i za cenu rozbití postele při závěrečném dopadu. |                                 |               |                                               |            |                    |               |

### Pat & Mat(1989–1990)
Tuto sérii vyrobil Krátký film Praha, Studio Jiřího Trnky.
Pat a Mat se přestěhovali do patrových domků na okraji sídliště, Pat bydlí v zeleném domku č.p. 12, Mat ve žlutém domku č.p. 13.
| Č. | Název           | Režie         | Námět a scénář                  | Rok výroby | Televizní premiéra | Řazení na DVD |
| --- | --------------- | ------------- | ------------------------------- | ---------- | ------------------ | ------------- |
| 30 | Klíč            | Lubomír Beneš | Lubomír Beneš, Vladimír Jiránek | 1989       | 12. května 2009    | 3-06          |
| Pat odchází z domu Mata, zjistí však, že jsou vrátka zavřená a zaklepe proto na Mata, aby mu odemkl. Po příchodu k svému domu zjistí, že má sám zamčeny vrátka. Z kapsy postupně vytáhne nepřeberné množství různých věcí, mezi nimiž nakonec nalezne i klíč. Ten mu však nešikovnou manipulací spadne do kanálu. Na pomoc mu přijde Mat, který počínání svého souseda sledoval, a pomocí drátu z plotu se snaží klíč z kanálu vytáhnout. Výsledkem je, že i drát skončí v kanále. Posléze zkouší různými metodami zvednout mříž kanálu, což však končí tím, že používané nástroje buď zničí (nůž, hrábě) nebo mu spadnou také do kanálu (krumpáč). Pat odběhne do blízkého dvora, odkud se vrátí s tyčí a řetězem, Mat zatím přinese z domu hever, a s tímto nástrojem se jim podaří mříž od kanálu odklopit. Pat vleze do kanálu a vyhazuje nahoru věci, které dole nalezne, nakonec i vytoužený klíč, který však vyhodí tak nešťastně, že skončí ve vedlejším kanále. Tam uvízne v síťce těsně pod mříží. Seshora se jej vytáhnout nedaří, Mat tedy vleze dříve otevřeným poklopem do kanalizace, projde k druhé vpusti a zespoda podá Patovi klíč. Přitom mu však uvázne ruka v mřížce. Mat vleze do kanálu za ním na pomoc, výsledkem je, že jim ve mříži uváznou všechny čtyři ruce, po chvilce boje se jim ale podaří se vyprostit. Oba se vydají domů, Pat však zapomene klíč v zámku a poté co rázně bouchne brankou, klíč vypadne a sletí opět do kanálu.                           |                 |               |                                 |            |                    |               |
| 31 | Nábytek         | Lubomír Beneš | Lubomír Beneš, Vladimír Jiránek | 1989       | 13. května 2009    | 3-09          |
| Pat přijede před dům autem, na němž se kupí hora krabic s nábytkem. Vejde do domu, rozhlédne se po prázdném bytě, zapálí v krbu oheň a jde nosit dovnitř krabice. Během toho nastane několik komických situací, zvláště, jsou-li krabice větších rozměrů než dveře. Při přesunu poslední krabice skončí s hlavou v kbelíku, z něhož mu pomůže Mat. S jeho pomocí poté zkouší nábytek sestavit. Že akce dopadne katastrofálně, je nasnadě. Zničený nábytek tedy použijí jako palivo pro krb, který do té doby byl, jak se ukázalo, pouze umělý, sestavený z papírových plamenů a blikajících žárovek. S pomocí rour odvádějících kouř vedených skrz byt, z něj učiní skutečný krb. |                 |               |                                 |            |                    |               |
| 32 | Sekačka         | Lubomír Beneš | Lubomír Beneš, Vladimír Jiránek | 1990       | 14. května 2009    | 3-05          |
| Pat seká motorovou sekačkou trávník před domy. Sekačka však náhle přestane fungovat. Na radu Mata koukajícího z okna naleje do nádrže benzín, což nepomůže. Mat přiběhne na pomoc a zkouší sekačku opravit. Při tom však utrhne provaz používaný k startování sekačky. Pat mu podá šňůru na prádlo, jíž využijí místo startovacího lana, při pokusu nastartovat ale sekačku převrátí. Připevní ji proto ke skobám zatlučeným do země, výsledkem ale je, že utrhnou a rozbijí motor sekačky. Pat proto přinese krabici se složenou kosou, jíž sestaví. Ani jeden z dvojice neumí s kosou pracovat až nakonec Pat zničí žací čepel. Zkřivenou čepel zkouší narovnat pojízdným válcem, ale výsledkem je čepel stočená do kruhového tvaru a pokus narovnat ji ručně skončí rozbitým oknem. Pat dostane nápad použít k sekání trávy nůžky. Mat zajímavou, leč namáhavou myšlenku vylepší tím, že několik nůžek vedle sebe připevní k sekačce přední části sekačky a použije je k sekání trávy, přičemž pohon tohoto stroje zajistí přes různé improvizované převody a hřídele pračka. |                 |               |                                 |            |                    |               |
| 33 | Generální úklid | Lubomír Beneš | Lubomír Beneš, Vladimír Jiránek | 1990       | 15. května 2009    | 3-11          |
| Pat i Mat provádí ve svých bytech úklid a vynáší do popelnic před svými domy kbelíky se smetím. Brzy jsou však popelnice plné. Zkouší odpad více napěchovat, ale Pat si všimne lepšího řešení v podobě popelnic stojících ve vedlejší ulici. Mat se k jedné z nich vydá, vysype z ní odpad, a přinese ji před jejich domy, kde ji naplní. Obdobně si takto vypůjčí několik dalších popelnic z okolí. Po skončení díla spatří ulici zabranou spoustou naplněných popelnic a nepořádkem kolem nich. Popelnice odklidí na stranu, Mat odběhne a přijede k domům popelářským kukavozem. Zpočátku s ním neumí příliš pracovat a popelnice dovnitř vozu vysypávají poněkud krkolomným způsobem. Pak ale objeví páčku na hydraulický zvedák, který sám zvládne popelnici vysypat (nejdřív však Pat málem vysype Mata). Postupně vysypou do vozu všechny popelnice. Když chce Mat s vozem odjet vyvalí se na něj naložený odpad z kabiny. Pat s Matem si z nepořádku kolem moc nedělají a Mat za volantem a Pat na zadní stupačce odjíždějí s vozem a odpadem, co v něm zbyl, pryč. |                 |               |                                 |            |                    |               |
| 34 | Střecha         | Lubomír Beneš | Lubomír Beneš, Vladimír Jiránek | 1990       | 16. května 2009    | 3-08          |
| Pat sedí doma, čte si noviny a pije pivo, zatímco ze střechy mu prosakuje voda a kape do sklenice s pivem. Toho, že něco není v pořádku si všimne poté, co se napije ze sklenice, kde se v tu chvíli místo piva nachází voda. Jde zazvonit na svého souseda, což se mu nedaří, neboť Mat spí na gauči a z rádia mu hraje nahlas dechovka. Nakonec jej vzbudí tím, že mu rozbije okno hozenou knihou. Mat seběhne dolů, ale protože prší, jde zpět najít deštník. Než ho nalezne přestane pršet a sousedé se vydají k Patovu domu. Při otevření dveří od bytu se na ně vyvalí voda a vevnitř pak vidí ze stropu kapající vodu. Vylezou na střechu a vidí, že voda prosakuje skrz otvor, v němž je upevněn satelit s anténou. Nejdříve zkusí otvor zalepit náplastí z lékárničky, ale brzy začne opět pršet a řešení se jeví jako neúčinné. Marný je i pokus ucpat otvor hromádkou malty. Nakonec vymyslí řešení tak, že pod díru v bytě dají rouru, jíž svedou vodu do sudu a tuto vodu pak využijí k umytí nádobí. |                 |               |                                 |            |                    |               |
| 35 | Dveře           | Lubomír Beneš | Lubomír Beneš, Vladimír Jiránek | 1990       | 17. května 2009    | 3-07          |
| Zatímco si Mat před svým domem ve skládacím lehátku čte, Pat vyjde ze svého domu s košem prádla a věší jej na šňůru. Přitom však sleduje dveře, které se zavírají, aby jim na poslední chvíli vždy zabránil přibouchnout se. Mat mu pomůže problém vyřešit tím, že do dveří postaví hrábě. Když Patovi dojdou kolíčky, dojde si domů pro další, cestou ven hrábě shodí a dveře se mu zabouchnou. Okna v přízemí jsou zavřená, jediné otevřené okno je v patře. Mat přinese žebřík, který je však příliš krátký. Na střeše Matova domu proto postaví nosník, k němuž připevní lano a z Pat se tak bude moci z Matova okna zhoupnout do svého okna. To se mu nedaří a proto zkusí zhoupnutí realizovat ze střechy Matova domu. Do okna se sice trefí, ale poklopem ve stropě vyletí opět ven a zůstane viset za ruce na okraji střechy. Mat mu pod něj přistaví koš, do nějž nasbírá sušící se prádlo, takže Pat může spadnout do měkkého. Posléze se zkouší do bytu dostat Mat, a to prknem nataženým mezi okny. Protože je však příliš krátké, přiváže jej Mat provazem k topení ve svém bytě a z konce prkna do Patova okna hodlá přeskočit. Topení se však ze zdi uvolní, prkno se nakloní a Mat se stihne pouze zachytit rukama za okraj okna. Pat mu podá dolů čouhající prkno, Mat na něj doskočí a na druhé straně prkna se držící Pat je katapultován do okna svého bytu. Oba sousedé jdou poté věšet prádlo a problém se zavírajícími se dveřmi Mat vyřeší tím, že je vysadí z pantů. |                 |               |                                 |            |                    |               |

### Pat & Mat: ...a je to!(1992–1994)
Pod stejným názvem vytvořilo další díly AIF Studio v Praze a Curychu.
Tyto díly se odehrávají ve stejných domech jako předchozí série.
| Č. | Název       | Režie         | Námět a scénář                              | Rok výroby | Televizní premiéra | Řazení na DVD |
| -- | ----------- | ------------- | ------------------------------------------- | ---------- | ------------------ | ------------- |
| 36 | Sušenky     | Marek Beneš   | Lubomír Beneš, Vladimír Jiránek             | 1992       | 5. dubna 1994      | 7-01          |
| 37 | Vrata       | Lubomír Beneš | Lubomír Beneš, Vladimír Jiránek             | 1992       | 6. dubna 1994      | 7-02          |
| 38 | Cyklisti    | Lubomír Beneš | Lubomír Beneš, Vladimír Jiránek             | 1992       | 7. dubna 1994      | 7-03          |
| 39 | Dlaždice    | Lubomír Beneš | Lubomír Beneš, Vladimír Jiránek             | 1992       | 8. dubna 1994      | 7-04          |
| 40 | Parkety     | Lubomír Beneš | Lubomír Beneš, Vladimír Jiránek             | 1992       | 9. dubna 1994      | 7-05          |
| 41 | Okap        | Marek Beneš   | Lubomír Beneš, Vladimír Jiránek             | 1992       | 10. dubna 1994     | 7-06          |
| 42 | Kabriolet   | Lubomír Beneš | Lubomír Beneš, Vladimír Jiránek             | 1992       | 11. dubna 1994     | 7-07          |
| 43 | Nehoda      | Lubomír Beneš | Marek Beneš, Vladimír Jiránek               | 1994       | 7. května 2007     | 8-01          |
| 44 | Kulečník    | Lubomír Beneš | Mirek Kuchař, Vladimír Jiránek, Marek Beneš | 1994       | 8. května 2007     | 8-02          |
| 45 | Živý plot   | Lubomír Beneš | Marek Beneš, Vladimír Jiránek               | 1994       | 9. května 2007     | 8-03          |
| 46 | Trezor      | Lubomír Beneš | Marek Beneš, Vladimír Jiránek               | 1994       | 10. května 2007    | 8-04          |
| 47 | Blatník     | Lubomír Beneš | Marek Beneš, Vladimír Jiránek               | 1994       | 11. května 2007    | 8-05          |
| 48 | Modeláři    | Lubomír Beneš | Marek Beneš, Vladimír Jiránek               | 1994       | 12. května 2007    | 8-06          |
| 49 | Windsurfing | Lubomír Beneš | Marek Beneš, Vladimír Jiránek               | 1994       | 11. listopadu 1994 | 8-07          |

### Pat & Mat(1997–1998)
Tento neautorizovaný díl nebyl v Praze a Curychu uvolněn k distribuci a taky nebyl nikdy odvysílán ani zahrnut na DVD. Původně byl zamýšlen jako první díl 52dílné série, která ale nikdy nebyla natočena.
| Č. | Název | Režie          | Námět a scénář | Rok výroby | Televizní premiéra | Řazení na DVD |
| -- | ----- | -------------- | -------------- | ---------- | ------------------ | ------------- |
| 50 | Karty | František Váša | František Váša | 1997–1998  | nikdy neodvysílán  | —             |

### Pat a Mat se vracejí(2002–2004)
Tuto sérii vyrobily Ateliéry Bonton Zlín, část dílů pro ně připravila studia Anima a Patmat film.
V těchto dílech bydlí Pat s Matem v dvojdomku, Pat v levé části č.p. 12, Mat v pravé č.p. 13. V dílech vyrobených studiem Patmat film je dvojdomek trochu jiný, má jinou barvu a místo cedulek s čísly mají u dveří kutilové písmena P a M.  
Podle úvodních titulků epizod 51–69 se tato série jmenuje Pat a Mat podle epizod 70–78 Pat a Mat se vracejí. Vydání na DVD sjednocují název na Pat a Mat se vracejí. Na ČT uváděno pod souborným názvem Pat a Mat se vrací.  
| Č. | Název               | Režie              | Námět a scénář            | Rok výroby | Televizní premiéra | Řazení na DVD |
| -- | ------------------- | ------------------ | ------------------------- | ---------- | ------------------ | ------------- |
| 51 | Puzzle              | Marek Beneš        | Marek Beneš, Karel Žalud  | 2002       | 20. května 2003    | 5-02          |
| 52 | Opékají špekáčky    | Ladislav Pálka     | Edgar Dutka               | 2003       | 9. května 2003     | 4-01          |
| 53 | Opravují střechu    | Ladislav Pálka     | Jiří Kubíček              | 2003       | 10. května 2003    | 4-02          |
| 54 | Černá bedýnka       | Vlasta Pospíšilová | Jiří Kubíček              | 2003       | 11. května 2003    | 4-03          |
| 55 | Kolečka             | Vlasta Pospíšilová | Vlasta Pospíšilová        | 2003       | 12. května 2003    | 4-04          |
| 56 | Psí bouda           | Milan Šebesta      | Karel Žalud               | 2003       | 13. května 2003    | 4-05          |
| 57 | Natírají podlahu    | Ladislav Pálka     | Břetislav Pojar           | 2003       | 14. května 2003    | 4-06          |
| 58 | Skleník             | Marek Beneš        | Jiří Kubíček              | 2003       | 15. května 2003    | 4-07          |
| 59 | Houpačka            | Marek Beneš        | Marek Beneš               | 2003       | 16. května 2003    | 4-08          |
| 60 | Nezvaný návštěvník  | Marek Beneš        | Marek Beneš               | 2003       | 17. května 2003    | 4-09          |
| 61 | Bodygárdi           | Marek Beneš        | Marek Beneš               | 2003       | 18. května 2003    | 4-10          |
| 62 | Natírají okna       | Marek Beneš        | Marek Beneš, Jan Chvojka  | 2003       | 19. května 2003    | 5-01          |
| 63 | Velikonoční vajíčko | Vlasta Pospíšilová | Karel Žalud               | 2003       | 31. srpna 2004     | 5-03          |
| 64 | Štíhlá linie        | Vlasta Pospíšilová | Vlasta Pospíšilová        | 2003       | 1. září 2004       | 5-04          |
| 65 | Automat             | Marek Beneš        | Jan Chvojka               | 2003       | 2. září 2004       | 5-05          |
| 66 | Autodráha           | Marek Beneš        | Marek Beneš, Jan Chvojka  | 2003       | 3. září 2004       | 5-06          |
| 67 | Akvárium            | Marek Beneš        | Karel Žalud               | 2003       | 4. září 2004       | 5-07          |
| 68 | Zavařují            | Ladislav Pálka     | Ladislav Pálka            | 2003       | 5. září 2004       | 5-08          |
| 69 | Rogalo              | Ladislav Pálka     | Ladislav Pálka            | 2003       | 13. března 2005    | 5-09          |
| 70 | Vánočka             | Milan Šebesta      | Milan Šebesta             | 2003       | 14. března 2005    | 6-06          |
| 71 | Stůňou              | Ladislav Pálka     | Ladislav Pálka            | 2003       | 15. března 2005    | 6-07          |
| 72 | Fax                 | Josef Lamka        | Pavel Marek               | 2003       | 16. března 2005    | 6-08          |
| 73 | Jahody              | Vlasta Pospíšilová | Pavel Marek               | 2003       | 17. března 2005    | 6-09          |
| 74 | Hrají golf          | Ladislav Pálka     | Ladislav Pálka            | 2004       | 18. března 2005    | 6-01          |
| 75 | Někam to zapadlo    | Vlasta Pospíšilová | David Filcík              | 2004       | 19. března 2005    | 6-02          |
| 76 | Kopají bazén        | Marek Beneš        | Jiří Kubíček              | 2004       | 20. března 2005    | 6-03          |
| 77 | Věší krajinu        | Marek Beneš        | Jiří Kubíček, Marek Beneš | 2004       | 21. března 2005    | 6-04          |
| 78 | Vánoční stromeček   | Marek Beneš        | Marek Beneš               | 2004       | 22. března 2005    | 6-05          |

### Pat a Mat na venkově(2009–2015)
Tuto sérii vyrobila společnost Patmat film.
Epizody z této série byly uveřejněny na 3 různých DVD: Pat a Mat na venkově 9 (8 dílů, v seznamu označeno 9-), Pat & Mat ve filmu (10 dílů pospojovaných pomocí 11. dílu do filmového pásma) a Pat & Mat na venkově (13 dílů, v seznamu označeno V-).
Tyto díly se odehrávají na venkovském stavení.
| Č. | Název             | Režie       | Námět a scénář | Rok výroby | Televizní premiéra | Řazení na DVD |
| -- | ----------------- | ----------- | -------------- | ---------- | ------------------ | ------------- |
| 79 | Postele           | Marek Beneš | Marek Beneš    | 2009       | 21. srpna 2016     | 9-01/V-03     |
| 80 | Vodovod           | Marek Beneš | Marek Beneš    | 2011       | 2. září 2016       | 9-02/V-04     |
| 81 | Papírový servis   | Marek Beneš | Marek Beneš    | 2011       | 26. srpna 2016     | 9-03/V-01     |
| 82 | Promítačka        | Marek Beneš | Marek Beneš    | 2011       | 28. srpna 2016     | 9-04/V-06     |
| 83 | Vysavač           | Marek Beneš | Marek Beneš    | 2012       | 24. srpna 2016     | 9-05/V-05     |
| 84 | Bazén             | Marek Beneš | Marek Beneš    | 2012       | 27. srpna 2016     | 9-06/V-13     |
| 85 | Podlaha           | Marek Beneš | Marek Beneš    | 2012       | 23. srpna 2016     | 9-07/V-02     |
| 86 | Suchý strom       | Marek Beneš | Marek Beneš    | 2013       | 1. září 2016       | 9-08/V-07     |
| 87 | Pomerančová šťáva | Marek Beneš | Marek Beneš    | 2014       | 25. srpna 2016     | V-08          |
| 88 | Rotoped           | Marek Beneš | Marek Beneš    | 2014       | 31. srpna 2016     | V-09          |
| 89 | Kaktus            | Marek Beneš | Marek Beneš    | 2015       | 22. srpna 2016     | V-10          |
| 90 | Obkladačky        | Marek Beneš | Marek Beneš    | 2015       | 30. srpna 2016     | V-11          |
| 91 | Sluneční clona    | Marek Beneš | Marek Beneš    | 2015       | 29. srpna 2016     | V-12          |

### Pat a Mat nás baví(2018)
Tuto sérii vyrobila společnost Patmat film v koprodukci s JUST Productions a Českou televizí.
Epizody z této série byly uveřejněny na 2 různých DVD: Pat & Mat nás baví (všech 13 dílů, v seznamu označeno B-) a Pat & Mat znovu v akci (9 dílů pospojovaných do filmového pásma).
Tyto díly se odehrávají v nových domech, do kterých se kutilové přestěhovali.
| Č.  | Název           | Režie       | Námět a scénář                           | Rok výroby | Televizní premiéra | Řazení na DVD |
| --- | --------------- | ----------- | ---------------------------------------- | ---------- | ------------------ | ------------- |
| 92  | Včely           | Marek Beneš | Jan Chvojka, Marek Beneš                 | 2018       | 27. srpna 2018     | B-01          |
| 93  | Solární sekačka | Marek Beneš | Jan Chvojka, Marek Beneš                 | 2018       | 28. srpna 2018     | B-02          |
| 94  | Krtek           | Marek Beneš | Marek Beneš                              | 2018       | 29. srpna 2018     | B-03          |
| 95  | Plot            | Marek Beneš | Jan Chvojka, Marek Beneš                 | 2018       | 31. srpna 2018     | B-07          |
| 96  | Ucpaný komín    | Marek Beneš | Tomáš Hartman, Marek Beneš               | 2018       | 3. září 2018       | B-08          |
| 97  | Elektrárna      | Marek Beneš | Tomáš Hartman, Marek Beneš               | 2018       | 5. září 2018       | B-10          |
| 98  | Skalka          | Marek Beneš | Marek Beneš                              | 2018       | 4. září 2018       | B-11          |
| 99  | Rodeo           | Marek Beneš | Štefan Martauz, Marek Beneš              | 2018       | 6. září 2018       | B-04          |
| 100 | Kolotoč         | Marek Beneš | Jan Chvojka, Marek Beneš                 | 2018       | 30. srpna 2018     | B-05          |
| 101 | Myčka           | Marek Beneš | Marek Beneš                              | 2018       | 8. září 2018       | B-06          |
| 102 | Odpad           | Marek Beneš | Jan Chvojka, Marek Beneš                 | 2018       | 1. září 2018       | B-09          |
| 103 | Schody          | Marek Beneš | Marek Beneš                              | 2018       | 7. září 2018       | B-12          |
| 104 | Kamera          | Marek Beneš | Jan Chvojka, Marek Beneš, Jana Kubičková | 2018       | 2. září 2018       | B-13          |

### Pat a Mat v zimě(2018–2019)
Tuto sérii vyrobila společnost Patmat film v koprodukci s JUST Productions a Českou televizí.
Tyto díly se odehrávají v stejných domech, jako předchozí série, ale příběhy jsou zasazeny do zimního období.
| Č.  | Název                         | Režie       | Námět a scénář                     | Rok výroby | Televizní premiéra | Řazení na DVD |
| --- | ----------------------------- | ----------- | ---------------------------------- | ---------- | ------------------ | ------------- |
| 105 | Kalamita                      | Marek Beneš | Štěpán Gajdoš                      | 2018       | 29. prosince 2019  |               |
| 106 | Vánoční světýlka              | Marek Beneš | Štěpán Gajdoš                      | 2018       | 23. prosince 2019  |               |
| 107 | Sauna                         | Marek Beneš | Jana Kubíčková, Marek Beneš        | 2018       | 20. prosince 2019  |               |
| 108 | Betlém                        | Marek Beneš | Adam Mensdorf-Pouilly, Marek Beneš | 2018       | 24. prosince 2019  |               |
| 109 | Stromeček                     | Marek Beneš | Jana Kubíčková, Štěpán Gajdoš      | 2018       | 26. prosince 2019  |               |
| 110 | Dárky                         | Marek Beneš | Štěpán Gajdoš, Jaroslav Baran      | 2018       | 25. prosince 2019  |               |
| 111 | Silvestr                      | Marek Beneš | Štěpán Gajdoš                      | 2018       | 30. prosince 2019  |               |
| 112 | Novoroční přání               | Marek Beneš | Jana Kubičková, Štěpán Gajdoš      | 2019       | 31. prosince 2019  |               |
| 113 | Bramborový salát Salát        | Marek Beneš | Jana Kubíčková, Jan Chvojka        | 2019       | 21. prosince 2019  |               |
| 114 | Kapr                          | Marek Beneš | Štěpán Gajdoš                      | 2019       | 24. listopadu 2020 |               |
| 115 | Perníková chaloupka Chaloupka | Marek Beneš | Marek Beneš                        | 2019       | 22. prosince 2019  |               |
| 116 | Ledovka                       | Marek Beneš | Jana Kubíčková, Jaroslav Baran     | 2019       | 27. prosince 2019  |               |
| 117 | Iglú                          | Marek Beneš | Ladislav Pálka, Marek Beneš        | 2019       | 28. prosince 2019  |               |

### Pat a Mat kutí(2019–2020)
Tuto sérii vyrobila společnost Patmat film v koprodukci s JUST Productions a Českou televizí.
Tyto díly se odehrávají v stejných domech, jako předchozí série.
| Č.  | Název                | Režie       | Námět a scénář                | Rok výroby | Televizní premiéra | Řazení na DVD |
| --- | -------------------- | ----------- | ----------------------------- | ---------- | ------------------ | ------------- |
| 118 | Palačinky            | Marek Beneš | Tereza Benešová, Marek Beneš  | 2019       | 18. listopadu 2020 |               |
| 119 | Létající stroj       | Marek Beneš | Marek Beneš                   | 2019       | 20. listopadu 2020 |               |
| 120 | Popcorn              | Marek Beneš | Štěpán Gajdoš                 | 2019       | 21. listopadu 2020 |               |
| 121 | Nábytek Nová kuchyně | Marek Beneš | Štěpán Gajdoš                 | 2019       | 19. listopadu 2020 |               |
| 122 | Automyčka            | Marek Beneš | Kees Prins, Marek Beneš       | 2019       | 17. listopadu 2020 |               |
| 123 | Sklizeň              | Marek Beneš | Jana Kubičková, Jan Chvojka   | 2019       | 22. listopadu 2020 |               |
| 124 | Fotopast             | Marek Beneš | Jan Chvojka                   | 2019       | 23. listopadu 2020 |               |
| 125 | Výroba ledu          | Marek Beneš | Štěpán Gajdoš, Jaroslav Baran | 2020       | 28. listopadu 2020 |               |
| 126 | Potrubní pošta       | Marek Beneš | Marek Beneš                   | 2020       | 30. listopadu 2020 |               |
| 127 | Barbecue             | Marek Beneš | Jana Kubičková, Štěpán Gajdoš | 2020       | 29. listopadu 2020 |               |
| 128 | Pizza                | Marek Beneš | Tereza Benešová, Marek Beneš  | 2020       | 26. listopadu 2020 |               |
| 129 | Chleba               | Marek Beneš | Jana Kubíčková, Jan Chvojka   | 2020       | 27. listopadu 2020 |               |
| 130 | Garážová vrata       | Marek Beneš | Jan Chvojka                   | 2020       | 25. listopadu 2020 |               |

### Pat a Mat na venkově(2022–)
Dne 11. listopadu 2021 bylo v dětské zpravodajské relaci Zprávičky televizní stanice ČT :D oznámeno, že v současnosti vzniká zhruba 50 nových dílů pro sérii Pat a Mat na venkově.

## Filmy

### Pat a Mat ve filmu(2016)
Dne 31. března 2016 proběhla premiéra celovečerního filmu Pat a Mat ve filmu v režii Marka Beneše. Jedná se o 10 dílů seriálu Pat a Mat na venkově (Vodovod, Papírový servis, Vysavač, Podlaha, Suchý strom, Pomerančová šťáva, Rotoped, Kaktus, Obkladačky  a Sluneční clona), které si Pat a Mat promítají na promítačce (za využití scén z dílu Promítačka).
Podle plakátu a úvodních titulků se film jmenuje Pat & Mat ve filmu. 

### Pat a Mat znovu v akci(2018)
Dne 7. června 2018 proběhla premiéra celovečerního filmu Pat a Mat znovu v akci v režii Marka Beneše. Jedná se o 9 dílů seriálu Pat a Mat nás baví (Krtek, Sekačka, Ucpaný komín, Plot, Včely, Kolotoč, Odpad, Kamera a Skalka) propojených pomocí 8 dvacetisekundových skečů, které obsahují vždy jeden vtip a ve kterých také Pat a Mat mluví (Pat – Michal Suchánek, Mat – Richard Genzer): Lux, Kopáči, Koblihy, Skateboard, Selfie, Karty, Stromek a Rachejtle.
Podle plakátu a úvodních titulků se film jmenuje Pat & Mat znovu v akci. 

### Pat a Mat: Zimní radovánky(2018)
Dne 22. listopadu 2018 se uskutečnila premiéra celovečerního filmu Pat a Mat: Zimní radovánky v režii Marka Beneše. Jedná se o 7 dílů seriálu Pat a Mat v zimě spojených dohromady: Kalamita, Sauna, Stromeček, Vánoční světýlka, Betlém, Dárky a Silvestr.
Podle plakátu a úvodních titulků se film jmenuje Pat & Mat: Zimní radovánky.

### Pat a Mat: Kutilské trampoty(2019)
Dne 5. prosince 2019 měl premiéru celovečerní film Pat a Mat: Kutilské trampoty v režii Marka Beneše. Jedná se o 7 dílů seriálu Pat a Mat kutí spojených dohromady: Automyčka, Popcorn, Létající stroj, Nábytek, Palačinky, Fotopast a Sklizeň.
Podle plakátu se film jmenuje Pat & Mat: Kutilské trampoty.

## Vydání na DVD
Seriál byl už několikrát vydán na DVD.
Pořadí dílů většinou nerespektuje pořadí vysílání ani pořadí podle data vzniku.
Uvedené názvy přesně rozlišují "&" a "a" na přebalu! 

### Původní vydání v krabičce
| Název                  | Studio                | Rok vydání |
| ---------------------- | --------------------- | ---------- |
| Pat & Mat              | AIF Studio            | 1999       |
| Pat & Mat 1            | Centrum českého videa | 2002       |
| Pat & Mat 2            | Centrum českého videa | 2002       |
| Pat & Mat 3            | Centrum českého videa | 2002       |
| Pat a Mat se vracejí 4 | Centrum českého videa | 2003       |
| Pat a Mat se vracejí 5 | Centrum českého videa | 2004       |
| Pat a Mat se vracejí 6 | Centrum českého videa | 2006       |

### Vydání v papírovém obalu
Stejně pojmenované tituly mají stejný obsah disku jako dřív, titulní obrázek je stejný jen obsahuje loga novin Šíp, které připravily toto vydání jako svou přílohu.
Titul Pat & Mat Speciál vychází poprvé, ale obsahuje všech 10 dílů z dřívějšího nečíslovaného vydání Pat & Mat a čtyři dříve nevydané díly. 
Kolekce od North Video pouze zabalilo disky z Šípu do balíčku.
| Název                         | Studio      | Rok vydání |
| ----------------------------- | ----------- | ---------- |
| Pat & Mat 1                   | Šíp         | 2007       |
| Pat & Mat 2                   | Šíp         | 2007       |
| Pat & Mat 3                   | Šíp         | 2007       |
| Pat a Mat se vracejí 4        | Šíp         | 2007       |
| Pat a Mat se vracejí 5        | Šíp         | 2007       |
| Pat a Mat se vracejí 6        | Šíp         | 2007       |
| Pat a Mat Speciál             | Šíp         | 2007       |
| Pat a Mat 1–3 (kolekce 3 DVD) | North Video | 2014       |
| Pat a Mat 4–6 (kolekce 3 DVD) | North Video | 2015       |
| Pat a Mat 1–6 (kolekce 6 DVD) | North Video | 2014       |

### Nové vydání v krabičce
Tato vydání už mají nové obrázky na přebalu a nové grafické provedení, ale stejně očíslované disky obsahují stejné díly jako dřív (byť v jiném pořadí).
Dřívější titul Pat & Mat Speciál byl rozdělen na dvě DVD - Pat a Mat 7 a Pat a Mat 8.
Vydání od Bontonu a Magic Boxu by se měla lišit pouze detaily na zadní straně přebalu.
Vydání v kolekci obsahují samostatně prodejné disky, jen jsou navíc ve speciální kartónové krabičce.
Nově vyšly tituly Pat a Mat na venkově 9, Pat & Mat ve filmu a Pat & Mat na venkově, na kterých se mnohé díly opakují.
| Název                               | Studio    | Rok vydání |
| ----------------------------------- | --------- | ---------- |
| Pat a Mat 1                         | Bonton    | 2012       |
| Pat a Mat 2                         | Bonton    | 2012       |
| Pat a Mat 3                         | Bonton    | 2012       |
| Pat a Mat se vracejí 4              | Bonton    | 2012       |
| Pat a Mat se vracejí 5              | Bonton    | 2012       |
| Pat a Mat se vracejí 6              | Bonton    | 2012       |
| Pat a Mat 7                         | Bonton    | 2012       |
| Pat a Mat 8                         | Bonton    | 2012       |
| Pat a Mat Kolekce 8 DVD             | Bonton    | 2012       |
| Pat a Mat na venkově 9              | Bonton    | 2013       |
| Pat a Mat 1                         | Magic Box | 2015       |
| Pat a Mat 2                         | Magic Box | 2015       |
| Pat a Mat 3                         | Magic Box | 2015       |
| Pat a Mat se vracejí 4              | Magic Box | 2015       |
| Pat a Mat se vracejí 5              | Magic Box | 2015       |
| Pat a Mat se vracejí 6              | Magic Box | 2015       |
| Pat a Mat 7                         | Magic Box | 2015       |
| Pat a Mat 8                         | Magic Box | 2015       |
| Pat a Mat Kolekce 4 DVD 1–4         | Magic Box | 2015       |
| Pat a Mat Kolekce 4 DVD 5–8         | Magic Box | 2015       |
| Pat & Mat ve filmu (film)           | Magic Box | 2016       |
| Pat & Mat na venkově                | Magic Box | 2016       |
| Pat & Mat znovu v akci (film)       | Magic Box | 2018       |
| Pat & Mat nás baví                  | Magic Box | 2019       |
| Pat & Mat: Zimní radovánky (film)   | Magic Box | 2019       |
| Pat & Mat: Kutilské trampoty (film) | Magic Box | 2020       |

## Vydání na VHS kazetách
Seriál byl taktéž několikrát vydán na VHS kazetách, stejně jak u DVD pořadí dílů většinou nerespektuje pořadí vysílání ani pořadí podle data vzniku.

### Vydání v koženém obalu
| Název                                                  | Studio               | Rok vydání |
| ------------------------------------------------------ | -------------------- | ---------- |
| ...A je to! Časť I.                                    | aiF studio           | 1990       |
| ...A je to! Časť II.                                   | aiF studio           | 1990       |
| ...A je to! Časť III.                                  | aiF studio           | 1990       |
| ...A je to! Časť IV.                                   | aiF studio           | 1991       |
| Pat & Mat: ...a je to! Pokračování animovaného seriálu | aiF studio a KF a.s. | 1992       |
| Pat & Mat: ...a je to! Část VI.                        | aiF studio           | 1993       |

### Vydání v plastových obalech
| Název                            | Studio               | Rok vydání |
| -------------------------------- | -------------------- | ---------- |
| ...A je to! Část I.              | aiF studio           | 1994       |
| ...A je to! Část II.             | aiF studio           | 1994       |
| ...A je to! Část III.            | aiF studio           | 1994       |
| ...A je to! Část IV.             | aiF studio           | 1994       |
| Pat & Mat: ...a je to! Část V.   | aiF studio a KF a.s. | 1994       |
| Pat & Mat: ...a je to! Část VI.  | aiF studio           | 1994       |
| Pat & Mat: ...a je to! Část VII. | aiF studio           | 1994       |

| Název                  | Studio                         | Rok vydání |
| ---------------------- | ------------------------------ | ---------- |
| Pat & Mat 1            | Bonton a Centrum Českého Videa | 2001       |
| Pat & Mat 2            | Bonton a Centrum Českého Videa | 2001       |
| Pat & Mat 3            | Bonton a Centrum Českého Videa | 2001       |
| Pat & Mat 4            | Bonton a Centrum Českého Videa | 2001       |
| Pat & Mat 5            | Bonton a Centrum Českého Videa | 2001       |
| Pat a Mat se vracejí 6 | Bonton a Centrum Českého Videa | 2003       |
| Pat a Mat se vracejí 7 | Bonton a Centrum Českého Videa | 2004       |
| Pat a Mat se vracejí 8 | Bonton a Centrum Českého Videa | 2006       |